# Ergavia piercei
Ergavia piercei is een vlinder uit de familie van de spanners (Geometridae). De wetenschappelijke naam van de soort is voor het eerst geldig gepubliceerd in 1917 door Louis Beethoven Prout.